# Gualberto Niccolini
Gualberto Niccolini (Trieste, 17 settembre 1941) è un politico italiano.

## Biografia
Diplomato al liceo scientifico, è giornalista. Esponente della Lega Nord in Friuli-Venezia Giulia, viene eletto alla Camera dei Deputati alle elezioni del 1994. Nel gennaio 1995 lascia il partito e aderisce al gruppo dei Federalisti e Liberaldemocratici.
Successivamente si avvicina a Forza Italia, con cui viene rieletto alle successive elezioni politiche del 1996 e che rappresenta a Montecitorio fino al 2001.